# Новак (Долж)
Новак (рум. Novac) насеље је у Румунији у округу Долж у општини Арђетоаја. Oпштина се налази на надморској висини од 171 m.

## Становништво
Према подацима из 2002. године у насељу је живело 161 становника, од којих су сви румунске националности.

### Хронологија
| Година       | 1992 | 1993 | 1994 | 1995 | 1996 | 1997 | 1998 | 1999 | 2000 | 2001 | 2002 | 2003 | 2004 | 2005 | 2006 | 2007 | 2008 | 2009 | 2010 | 2011 | 2012 | 2013 | 2014 | 2015 | 2016 | 2017 |
| ------------ | ---- | ---- | ---- | ---- | ---- | ---- | ---- | ---- | ---- | ---- | ---- | ---- | ---- | ---- | ---- | ---- | ---- | ---- | ---- | ---- | ---- | ---- | ---- | ---- | ---- | ---- |
| Становништво | 6665 | 6629 | 6614 | 6548 | 6569 | 6531 | 6421 | 6347 | 6256 | 6227 | 6179 | 6127 | 6065 | 6009 | 5974 | 5975 | 5945 | 5903 | 5887 | 5848 | 5804 | 5807 | 5783 | 5764 | 5724 | 5696 |